# Jeanine Hennis-Plasschaert
Jeanine Antoinette Hennis-Plasschaert (Heerlen, 7 aprile 1973) è un'ex politica e diplomatica olandese, attuale Rappresentante speciale del Segretario generale delle Nazioni Unite per l'Iraq, e già europarlamentare dal 2004 al 2010 e ministro della difesa dei Paesi Bassi dal 2012 al 2017.

## Biografia
Nata a Heerlen, Jeanine Plasschaert studiò a Utrecht e successivamente lavorò come consulente di management. Nel 2003 si sposò con Erik-Jan Hennis e aggiunse il cognome del marito al proprio, divenendo Jeanine Hennis-Plasschaert.
Esponente del Partito Popolare per la Libertà e la Democrazia, nel 2004 fu eletta con 44.000 preferenze al Parlamento europeo, ove aderì all'ALDE e si occupò di varie questioni fra cui la sicurezza negli aeroporti e i diritti civili; fu molto attiva nell'affrontare le tematiche LGBT, ad esempio prese parte come delegata politica al gay pride di Riga.
Rieletta per un secondo mandato nel 2009, la Hennis-Plasschaert lasciò il seggio del Parlamento europeo l'anno seguente per occuparne uno all'interno della Tweede Kamer, la camera bassa del parlamento olandese. Nel 2012, con la nascita del secondo governo Rutte la Hennis-Plasschaert venne nominata ministro della Difesa, prima donna a rivestire tale incarico.